# TMED10
TMED10 (англ. Transmembrane p24 trafficking protein 10) – білок, який кодується однойменним геном, розташованим у людей на короткому плечі 14-ї хромосоми.  Довжина поліпептидного ланцюга білка становить 219 амінокислот, а молекулярна маса — 24 976.
| 10         |  | 20         |  | 30         |  | 40         |  | 50         |
| ---------- |  | ---------- |  | ---------- |  | ---------- |  | ---------- |
| MSGLSGPPAR |  | RGPFPLALLL |  | LFLLGPRLVL |  | AISFHLPINS |  | RKCLREEIHK |
| DLLVTGAYEI |  | SDQSGGAGGL |  | RSHLKITDSA |  | GHILYSKEDA |  | TKGKFAFTTE |
| DYDMFEVCFE |  | SKGTGRIPDQ |  | LVILDMKHGV |  | EAKNYEEIAK |  | VEKLKPLEVE |
| LRRLEDLSES |  | IVNDFAYMKK |  | REEEMRDTNE |  | STNTRVLYFS |  | IFSMFCLIGL |
| ATWQVFYLRR |  | FFKAKKLIE  |  |            |  |            |  |            |

A: Аланін

C: Цистеїн

D: Аспарагінова кислота

E: Глутамінова кислота

F: Фенілаланін

G: Гліцин

H: Гістидин

I: Ізолейцин

K: Лізин

L: Лейцин

M: Метіонін

N: Аспарагін

P: Пролін

Q: Глутамін

R: Аргінін

S: Серин

T: Треонін

V: Валін

W: Триптофан

Задіяний у таких біологічних процесах як транспорт, транспорт білків, транспорт між ендоплазматичним ретикулумом і апаратом Гольджі. 
Локалізований у клітинній мембрані, мембрані, ендоплазматичному ретикулумі, цитоплазматичних везикулах, апараті Гольджі.